# The Dehumanizing Process
The Dehumanizing Process — перший відео альбом американської групи Chimaira, який вийшов 26 жовтня 2004 року.

## Композиції
1. Intro/Power Trip - 4:06
2. Cleansation - 3:48
3. Severed - 3:50
4. Eyes of a Criminal - 5:23
5. Down Again - 5:27
6. The Dehumanizing Process - 3:54
7. Pure Hatred - 4:32
8. Sp Lit - 3:30
9. Down Again - 3:44
10. Pure Hatred - 3:40
11. Power trip - 2:47